# Tipula (Lunatipula) nigrobasalis
Tipula (Lunatipula) nigrobasalis is een tweevleugelige uit de familie langpootmuggen (Tipulidae). De soort komt voor in het Palearctisch gebied.